# Яскульский, Мариуш Станислав
Мариуш Станислав Яскульский (пол. Mariusz Stanisław Jaskólski; ум. 1683) — великий стражник коронный (Королевства Польского), дипломат, каштелян санокский (с 1663), затем киевский, воевода черниговский, потом воевода подольский (1683).

## Биография
Потомок польского дворянского рода Яскульских
(герба Лещиц).
В молодости Яскульский служил на Украине под командованием гетмана Миколая Потоцкого. В 1648 в чине ротмистра казацкой хоругви и войскового стражника участвовал в Корсунском сражении с войсками Богдана Хмельницкого.
После разгрома правительственной армии Речи Посполитой вместе с гетманами М.Потоцким и М.Калиновским, которые были взяты в плен и отданы Хмельницким, в виде вознаграждения Тугай-бею, отправился в татарский плен. Был выпущен через несколько дней за выкуп в 300 талеров и отправился в Польшу для сбора выкупа за М.Потоцкого.
Участник битв под Берестечком и Белой Церковью в 1651 году.
В 1652 сражался при трёхнедельной обороне Каменца-Подольского от 60-тысячного войска Богдана Хмельницкого. Принимал участие в походе в Молдавию против объединённых сил Тимофея Хмельницкого и господаря Василия Лупу, осаде Сучавы и битвы под Жванцем (1653).
В 1655 участвовал в сражении на Дрожи-поле.
В 1654—1655 трижды направлялся послом в Крымское ханство, добился заключения наступательно-оборонительного союза против запорожских казаков и Русского царства. Кроме того, отвозил ханские и королевские дары. Благодаря дипломатическим усилиям Яскульского в Польшу прибыл хан Мехмед IV Герай во главе орды, которая серьёзно повлияла на соотношение сил Речи Посполитой и казацкого войска Хмельницкого.
Во время шведского потопа Мариуш Яскульский остался верным королю Польши. В 1656 году он ещё раз был направлен посланником в Крым, успешно провёл переговоры, в результате чего, против шведов в поддержку Речи Посполитой выступил татарский шеститысячный отряд Субхан Газы-Аги.
Участвовал в битве за Варшаву 28-30 июня 1656, в сражениях польского войска под предводительством С.Чарнецкого и шведских войск у Стржемешной (24 августа) и Квидзына (октябрь).
Входил в состав Тышовецкой конфедерации, созданной с целью организации отпора шведским войскам, оккупировавшим значительную часть Речи Посполитой.
В феврале 1657 отправился с посольством в Турцию с просьбой наказать князя Трансильвании Дьёрдя II Ракоци, который совместно со шведскими войсками Карлом X Густавом вторгся во главе 40-тысячного трансильванско-казацкого войска в Польшу и опустошил обширные её части. В том же году направлялся послом короля в Москву.
В 1659 году Яскульский был избран маршалком конфедерации, созданной группой шляхты и солдат, которые длительное время не получали обещанное денежное вознаграждение. Добился частичного погашения долга.
В 1660 году он воевал с русскими войсками под Любаром и Чудновом, где русско-казацкая армия под командованием боярина Василия Шереметева и наказного гетмана Тимофея Цецюры потерпели поражение.
В 1663 году был направлен каштеляном в Санок.
В конце 60-х годов стал сторонником гетмана Яна Собеского и под его командованием в ходе польско-казацко-татарской войны (1666—1671) принял участие в битве под Брацлавом (26 августа 1671).
В ноябре 1673 сражался с турками под Хотиным. В 1676 стал каштеляном киевским, в 1680 — был поставлен воеводой Черниговского воеводства, a в 1683 — подольского.
Однако вскоре в конце 1683 года умер.
Был женат на Софье Конецпольской, дочери Александра Конецпольскогo (oколо 1585 — oколо 1630), подкомория серадзкого.